# Liste von Persönlichkeiten der Stadt Bolesławiec
Die Liste von Persönlichkeiten der Stadt Bolesławiec enthält Personen, die in Bolesławiec geboren sind. Die Liste erhebt keinen Anspruch auf Vollständigkeit.
| Geburtsjahr | Name                             | Sterbejahr | Beruf                                                                      |
| ----------- | -------------------------------- | ---------- | -------------------------------------------------------------------------- |
| 1476        | Friedrich von Schellendorf       | 1534       | Hofrichter zu Bunzlau, ab 1502                                             |
| 1527        | Martin von Gerstmann             | 1585       | Bischof von Breslau                                                        |
| vor 1550    | Martin Gallus                    | 1581       | evangelischer Theologe, Diakon am Magdeburger Dom                          |
| 1559        | Salomon Gesner                   | 1605       | deutscher lutherischer Theologe                                            |
| 1563        | Christoph Knoll                  | 1630       | deutscher Kirchenlieddichter                                               |
| 1597        | Martin Opitz                     | 1639       | deutscher Dichter des Barock und Begründer der Schlesischen Dichterschule  |
| 1611        | Andreas Tscherning               | 1659       | deutscher Lyriker und Literaturtheoretiker                                 |
| um 1622/23  | Andreas Scultetus                | 1647       | schlesischer Jesuit und spätmystischer Dichter                             |
| 1808        | Friedrich Anders                 | 1875       | Jurist und Mitglied der Frankfurter Nationalversammlung                    |
| 1815        | Leopold Martin                   | 1885       | deutscher Tierpräparator (geboren in Gnadenberg)                           |
| 1815        | Martin Kawerau                   | 1874       | deutscher Sportpädagoge und Kirchenmusiker                                 |
| 1816        | Arthur Marschall von Bieberstein | 1885       | preußischer Generalleutnant                                                |
| 1820        | Carl Ferdinand Appun             | 1872       | deutscher Naturforscher und Reisender                                      |
| 1823        | Theodor Blätterbauer             | 1906       | deutscher Maler, Grafiker und Zeichenlehrer der Liegnitzer Ritterakademie  |
| 1830        | Max Endenthum                    | 1889       | deutscher Ingenieur                                                        |
| 1839        | Emanuel Mendel                   | 1907       | deutscher Neurologe und Psychiater sowie Politiker                         |
| 1842        | Reinhold Röhricht                | 1905       | deutscher Historiker (Kreuzzüge)                                           |
| 1845        | Max Drude                        | 1903       | deutscher Theaterschauspieler                                              |
| 1847        | Gustav Kawerau                   | 1918       | deutscher evangelischer Theologe und Historiker                            |
| 1866        | Bruno Ablaß                      | 1942       | deutscher Politiker (DDP)                                                  |
| 1874        | Jenny von Bary-Doussin           | 1922       | Bildhauerin                                                                |
| 1879        | Fritz Schulz                     | 1957       | deutscher Jurist und Rechtshistoriker                                      |
| 1881        | Max Hertwig                      | 1975       | deutscher Grafikdesigner und Gründer des Bund Deutscher Gebrauchsgraphiker |
| 1882        | Marie Schulz                     | 1935       | deutsche Historikerin und Politikerin (DDP)                                |
| 1895        | Hermann Schey                    | 1981       | Konzert- und Oratoriensänger                                               |
| 1905        | Hans Tramer                      | 1979       | deutsch-israelischer Rabbiner, Verbandsfunktionär und Publizist            |
| 1911        | Hermann Franke                   | 1991       | Chirurg und Hochschullehrer in Berlin                                      |
| 1913        | Walter Popp                      | 1977       | Keramiker                                                                  |
| 1925        | Horst Klemm                      | 2011       | Jugend- und Parteifunktionär (FDJ/SED), Mitglied des ZK der SED            |
| 1926        | Witho Holland                    | 2017       | deutscher Politiker (LDPD)                                                 |
| 1927        | Bruno Flierl                     | 2023       | deutscher Architekt, Architekturkritiker und Publizist                     |
| 1927        | Peter Heinrich                   | 2012       | deutscher Chirurg                                                          |
| 1927        | Dieter Hildebrandt               | 2013       | deutscher Kabarettist                                                      |
| 1929        | Reinhard Gröper                  |            | deutscher Schriftsteller                                                   |
| 1929        | Hans-Joachim Hoffmann            | 1994       | deutscher Politiker (SED), Minister für Kultur in der DDR                  |
| 1929        | Hajo Knebel                      | 2006       | deutscher Schriftsteller                                                   |
| 1929        | Hans-Joachim Schwager            | 2004       | deutscher Theologe, Pädagoge und Hochschullehrer                           |
| 1930        | Carl Heinz Peisker               | 1980       | evangelischer Theologe und Pastor                                          |
| 1934        | Traugott König                   | 1991       | deutscher Übersetzer und Herausgeber                                       |
| 1934        | Hans-Joachim Koppe               | 2013       | deutscher Journalist, Chefredakteur                                        |
| 1935        | Christoph Demke                  | 2021       | evangelischer Bischof                                                      |
| 1936        | Theodor Buhl                     | 2016       | deutscher Schriftsteller                                                   |
| 1936        | Jochen Fiedler                   |            | deutscher Grafiker                                                         |
| 1938        | Winfried-Götz Berger             |            | deutscher Generalapotheker der Bundeswehr                                  |
| 1939        | Peter Wiechmann                  | 2020       | deutscher Redakteur, Comicautor und Übersetzer                             |
| 1940        | Harald Gerlach                   | 2001       | Lyriker, Schriftsteller und Bühnenautor                                    |
| 1941        | Herbert Pohl                     |            | Brigadegeneral der Bundeswehr                                              |
| 1941        | Margitta Terborg                 |            | deutsche Politikerin (SPD), MdB                                            |
| 1942        | Gert Ueding                      |            | deutscher Germanist und Hochschullehrer                                    |
| 1944        | Volker Oswald Baumgart           | 2005       | deutscher Holzbildhauer                                                    |
| 1967        | Zbigniew Szewczyk                |            | polnischer Fußballspieler                                                  |
| 1973        | Bogusław Bidziński               |            | polnischer Tenor                                                           |
| 1976        | Piotr Borys                      |            | polnischer Politiker                                                       |
| 1982        | Łukasz Kubot                     |            | polnischer Tennisspieler                                                   |
| 1983        | Monika Sozanska                  |            | deutsche Degenfechterin                                                    |
| 1985        | Małgorzata Tracz                 |            | polnische Politikerin                                                      |